# Barik (Syria)
Barik (arab. بارك) – wieś w Syrii, w muhafazie As-Suwajda. W 2004 roku liczyła 856 mieszkańców.